# Clash of Champions 2017
Clash of Champions 2017 è stata la seconda edizione dell'omonimo pay-per-view prodotto dalla WWE. L'evento, esclusivo del roster di SmackDown, si è svolto il 17 dicembre 2017 al TD Garden di Boston (Massachusetts).

## Storyline
Nella puntata di SmackDown del 7 novembre, svoltasi a Manchester in Inghilterra, AJ Styles ha sconfitto Jinder Mahal conquistando il WWE Championship per la seconda volta. In questo modo, Styles ha preso il posto di Mahal nel match interbrand contro l'Universal Champion Brock Lesnar a Survivor Series. Nella puntata di SmackDown del 21 novembre Styles ha concesso apertamente a Mahal un rematch per il WWE Championship e quest'ultimo, apparso sul titantron, ha annunciato che il loro incontro avverrà a Clash of Champions.
L'8 ottobre, a Hell in a Cell, Charlotte Flair ha affrontato Natalya per lo SmackDown Women's Championship ma ha vinto l'incontro solo per squalifica (e senza dunque il cambio di titolo). Nella puntata di SmackDown del 14 novembre Charlotte ha sconfitto Natalya conquistando il WWE SmackDown Women's Championship per la prima volta. Nella puntata di SmackDown del 21 novembre il match titolato tra Charlotte e Natalya è terminato in vittoria per squalifica da parte di quest'ultima a causa dell'intervento della Riott Squad (Liv Morgan, Ruby Riott e Sarah Logan). Un match tra Charlotte e Natalya con in palio il titolo femminile di SmackDown è stato dunque annunciato per Clash of Champions. Nella puntata di SmackDown del 5 dicembre il General Manager Daniel Bryan ha modificato la stipulazione dell'incontro tra le due in un Lumberjack match.
Nella puntata di SmackDown del 7 novembre Chad Gable e Shelton Benjamin hanno affrontato gli Usos per lo SmackDown Tag Team Championship ma hanno vinto l'incontro solo per count-out (e senza dunque il cambio di titolo). Nella puntata di SmackDown del 28 novembre Gable e Benjamin sono stati sconfitti da Kofi Kingston e Xavier Woods. Per questo motivo è stato sancito un Triple Threat Tag Team match tra i tre team per lo SmackDown Tag Team Championship per Clash of Champions. Nella puntata di SmackDown del 5 dicembre Aiden English e Rusev hanno sconfitto Big E e Kofi Kingston; questo ha spinto il general manager Daniel Bryan a modificare l'incontro di Clash of Champions in un fatal 4-way match tag team match per i titoli di coppia con l'aggiunta della coppia formata da English e Rusev.
Nella puntata di SmackDown del 29 novembre, durante un'intervista nel backstage, Bobby Roode ha sfidato Baron Corbin per lo United States Championship ma questi ha risposto in maniera seccamente negativa. Dato che Roode era in faida anche con Dolph Ziggler, è stato sancito un Triple Threat match tra i tre per lo United States Championship a Clash of Champions.
A Hell in a Cell, Kevin Owens ha sconfitto il Commissioner di SmackDown, Shane McMahon, in un falls count anywhere hell in a cell match grazie all'inaspettato intervento di Sami Zayn. Nella puntata di SmackDown del 17 ottobre Owens e Sami Zayn hanno sconfitto Randy Orton e Shinsuke Nakamura. Nella puntata di SmackDown del 28 novembre Owens ha sconfitto Randy Orton in un No Disqualification match grazie anche all'aiuto di Sami Zayn (il quale era stato bandito da bordo ring da Shane McMahon). Nella puntata di SmackDown del 5 dicembre Randy Orton ha sconfitto Sami Zayn in un match in cui Kevin Owens è stato ammanettato ad una delle corde del ring (anche se poi è riuscito a liberarsi venendo messo fuorigioco dallo stesso Orton). Un match tra Randy Orton e Shinsuke Nakamura contro Kevin Owens e Sami Zayn con Shane McMahon come arbitro speciale è stato annunciato per Clash of Champions, con la stipulazione che qualora Owens e Zayn dovessero perdere, sarebbero costretti a lasciare la WWE. Nella puntata di SmackDown del 12 dicembre il General Manager Daniel Bryan ha aggiunto sé stesso come secondo arbitro speciale al match.
Nella puntata di SmackDown del 21 novembre gli Hype Bros sono stati sconfitti dai Bludgeon Brothers. Nella successiva puntata di SmackDown del 28 novembre gli Hype Bros sono stati sconfitti per la seconda volta dai Bludgeon Brothers; nel post match, Rawley ha effettuato un turn heel attaccando Ryder alle spalle, sancendo di fatto la fine del loro team. Dopo che sia Rawley che Ryder hanno manifestato la loro intenzione di confrontarsi sul ring, un match tra i due è stato sancito per il Kick-off di Clash of Champions.
Dopo circa sei mesi di indagini e, anche grazie all'aiuto degli Ascension, i Breezango hanno scoperto l'identità dei loro misteriosi aggressori: i Bludgeon Brothers. Un match tra i due team è stato dunque annunciato per Clash of Champions.

## Risultati
| #       | Incontri | Stipulazioni                                                             | Durata |
| ------- | --- | ------------------------------------------------------------------------ | ------ |
| Kickoff | Mojo Rawley ha sconfitto Zack Ryder                                                                               | Single match                                                             | 06:55  |
| 1       | Dolph Ziggler ha sconfitto Baron Corbin (c) e Bobby Roode                                                         | Triple threat match per il WWE United States Championship                | 12:45  |
| 2       | Gli Usos (c) hanno sconfitto Aiden English e Rusev, Chad Gable e Shelton Benjamin e il New Day (con Xavier Woods) | Fatal four-way tag team match per il WWE SmackDown Tag Team Championship | 12:54  |
| 3       | Charlotte Flair (c) ha sconfitto Natalya per sottomissione                                                        | Lumberjill match per il WWE SmackDown Women's Championship               | 10:32  |
| 4       | I Bludgeon Brothers hanno sconfitto i Breezango                                                                   | Tag team match                                                           | 01:58  |
| 5       | Kevin Owens e Sami Zayn hanno sconfitto Randy Orton e Shinsuke Nakamura                                           | Tag team match con Daniel Bryan e Shane McMahon come arbitri speciali    | 21:37  |
| 6       | AJ Styles (c) ha sconfitto Jinder Mahal (con i Singh Brothers) per sottomissione                                  | Single match per il WWE Championship                                     | 23:04  |